# マリア・アフォンソ・デ・ポルトゥガル (1302-1320)
マリア・アフォンソ・デ・ポルトゥガル（ポルトガル語：Maria Afonso de Portugal, 1302年 - 1320年）は、ポルトガル王ディニス1世の庶子。

## 生涯
マリアはポルトガル王ディニス1世の庶子としておそらく1302年に生まれた。母ブランカ・ローレンソ・デ・ヴァラダレスはローレンソ・ソアレス・デ・バラダレスの娘で、イネス・デ・カストロの母アルドンサ・ローレンソ・デ・バラダレスの姉妹であった。
マリアは修道女となった唯一の父王の娘で、オディヴェーラスのサン・ディニス修道院に入り、父王よりシトー会の修道女を迎えるよう命じられた。その修道院において、マリアは1312年から1320年までに祭壇を聖アンデレに奉献した。
マリアは18歳でサン・ディニス修道院において死去し、同修道院に埋葬された。マリアの墓は修道院教会の主祭壇の左側にあり、父王の墓は主祭壇の右側にある。